# Channallabes longicaudatus
Channallabes longicaudatus är en fiskart som först beskrevs av Pappenheim, 1911.  Channallabes longicaudatus ingår i släktet Channallabes och familjen Clariidae. IUCN kategoriserar arten globalt som otillräckligt studerad. Inga underarter finns listade i Catalogue of Life.